# Zojirushi
Zojirushi Corporation (象印マホービン株式会社 Zōjirushi Mahōbin Kabushiki-gaisha) er en japansk multinational producent af termoflasker, drikkevaredispensere og husholdningselektronik som eksempelvis brødmaskiner, elkedler varmtvandsdispensere og riskogere. De har afdelinger i Sydkorea, Taiwan, Kina, Hongkong og USA.
Virksomheden blev etableret i 1918 som Ichikawa Brothers Trading Company i Osaka og i 1948 blev navnet ændret til Kyowa Manufacturing Co., Ltd. I 1961 blev det nuværende navn Zojirushi Corporation indført, som betyder elefantmærke.